# Sceloporus licki
Sceloporus licki (каліфорнійська деревна колюча ігуана) — вид ігуаноподібних ящірок родини фриносомових (Phrynosomatidae). Ендемік Мексики.

## Поширення і екологія
Каліфорнійські деревні колючі ігуани мешкають в горах Сьєрра-де-ла-Лагуна на крайньому півдні півострова Каліфорнія, в штаті Баха-Каліфорнія-Сур. Вони живуть в чагарникових заростях та серед скель.